# Marie Bashir

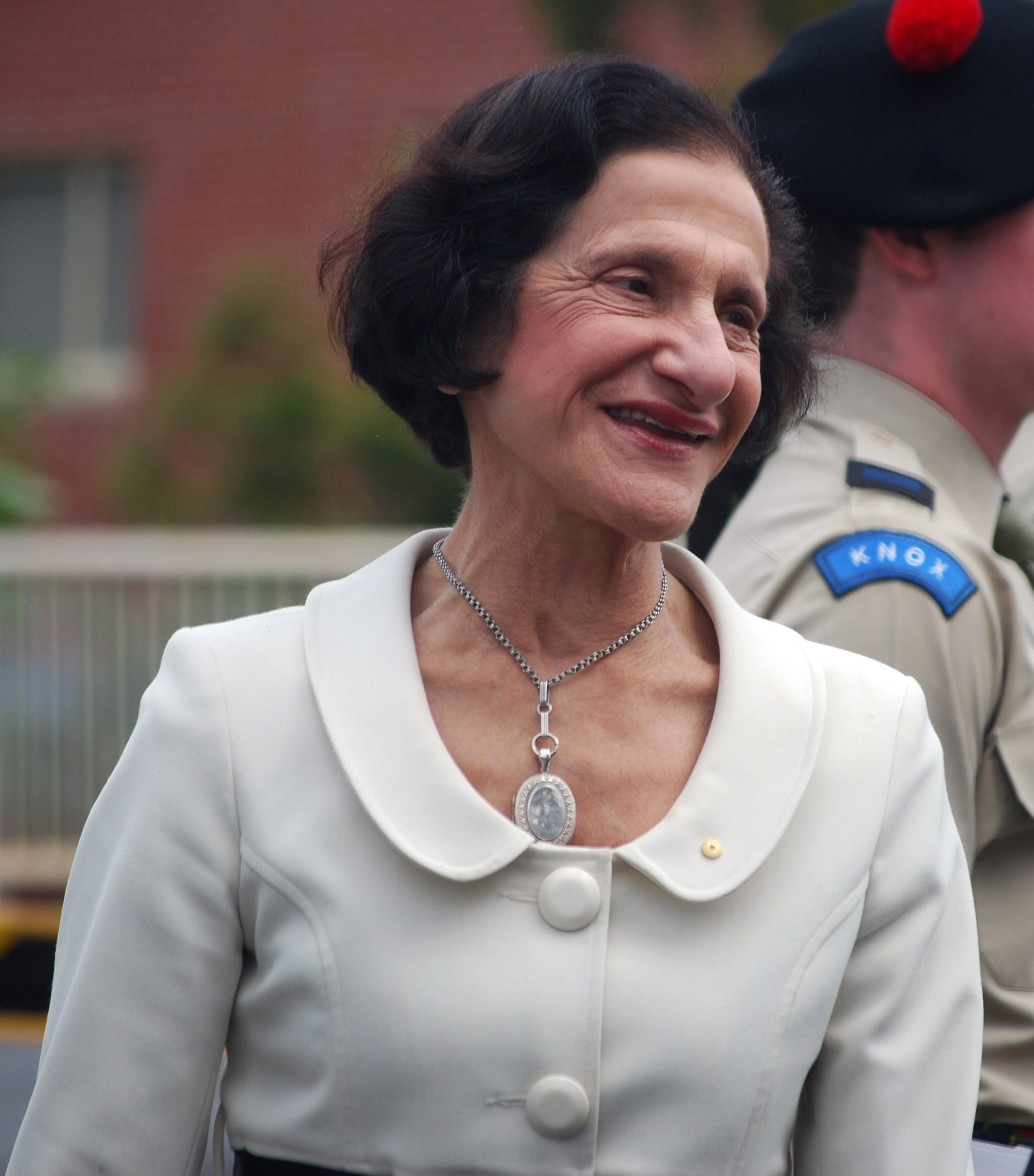
Marie Bashir

Dame Marie Bashir (* 1. Dezember 1930 in Narrandera) ist eine australische Politikerin und Medizinerin.

## Leben
Bashir studierte Medizin und Psychiatrie an der University of Sydney. Als Nachfolgerin von Gordon Samuels war sie zwischen dem 1. März 2001 und 1. Oktober 2014 Gouverneurin des australischen Bundesstaates New South Wales. Sie ist damit der am zweitlängsten amtierende Gouverneur von New South Wales. Zwischen 2007 und Dezember 2012 war sie als Nachfolgerin von Kim Santow Kanzlerin der University of Sydney. Sie ist mit dem ehemaligen Rugby-Spieler und Lord Mayor von Sydney Nicholas Shehadie verheiratet und hat drei Kinder.

## Preise und Auszeichnungen (Auswahl)
- Officer des Order of Australia (AO), 1988
- Companion des Order of Australia (AC), 2001
- Order of Saint John, Dame, 2001
- Großoffizier des Zedernordens, 2004
- Commander des Royal Victorian Order, 2006
- Ritter der Ehrenlegion, 2009
- Großkreuz des Zedernordens, 2012
- Dame des Order of Australia (AD), 2014
- Offizier der Ehrenlegion, 2014